# Maskinduglighet
Maskinduglighet är ett mått på förmågan hos en maskin att producera inom toleransgränser. Hur dugligheten beräknas inom något intervall kan variera, men ett ofta använt mått på duglighet är det så kallade Cp-värdet.
{\displaystyle C_{p}={\frac {T_{u}-T_{l}}{6\sigma }}}
där {\displaystyle T_{u}} är det övre gränsvärdet och {\displaystyle T_{l}} är det under gränsvärdet inom det toleransvärde {\displaystyle \sigma } som valts. I exemplet ovan är toleransintervallet 6{\displaystyle \sigma }, dvs 3 standardavvikelser. Om en maskin har ett duglighetsindex på 1,33 skulle då 60 tillverkade enheter av 1 miljon inte vara inom tillåten tolerans.